# 6 Pułk Wojskowej Straży Granicznej
6 Pułk Wojskowej Straży Granicznej – jednostka organizacyjna Wojskowej Straży Granicznej w II Rzeczypospolitej.

## Formowanie i zmiany organizacyjne
W połowie 1919 Ministerstwo Spraw Wojskowych i Inspektorat Wojskowej Straży Granicznej czyniły przygotowania do przejęcia odcinków granicy na obszarze Pomorza Gdańskiego i obsadzenia granicy zachodniej w Wielkopolsce. 
według Henryka Dominiczaka:
6 pułk WSG sformowany został przez Dowództwo Okręgu Generalnego „Poznań” w Biedrusku.
Wkrótce przejął granicę luzując 159 pułk piechoty na odcinku długości około 260 km od styku DOG „Pomorze” do Wolsztyna. Sztab pułku rozlokował się we Wronkach, natomiast dowództwo 1 dywizjonu w Czarnkowie i 2 dywizjonu w Międzychodzie. W połowie marca 1920 stan pułku wynosił 1880 żołnierzy. Na jego lewym skrzydle pełnił służbę 5 pułk WSG.
na podstawie historii pułku:
Rozkazem dowództwa pułku nr 15 z 7 kwietnia 1920 ze szwadronu szkolnego w Inowrocławiu wydzielone zostały zalążki I/6 pWSG. Dowódcą dywizjonu mianowany został mjr Żeromski. Do dyspozycji miał 5 oficerów i 40 strzelców. 9 kwietnia przeniesiono tę grupę z „białych koszar” do „koszar artyleryjskich” przy ulicy Dworcowej. W następnym dniu do koszar przybyło 700 poborowych z PKU Ostrów. Z nich to sformowano 4–szwadronowy dywizjon.

## Dowódcy pułku
- płk Bogucki